# Daniel
Daniel je mužské jméno hebrejského původu. V hebrejštině výraz דָּנִיֵּאל‎ (Daníjel) znamená „Bůh je můj soudce“.
Ve Starém zákoně je Daniel židovským mladíkem, obdařeným výjimečnou moudrostí, schopností vykládat sny a viděním do budoucnosti. Daniel (také „Danel“) je však znám již z předžidovské literatury jako muž, o němž kolovaly různé příběhy[zdroj?].

## Statistické údaje

### Pro jméno Daniel
Následující tabulka uvádí četnost jména v ČR a pořadí mezi mužskými jmény ve srovnání několika roků, pro které jsou dostupné údaje MV ČR – lze z ní tedy vysledovat trend v užívání tohoto jména:
| Rok  | Četnost | Pořadí |
| 1999 | 34 403  | 31.    |
| 2002 | 37 028  | 29.    |
| 2006 | 45 170  | 27.    |
| 2009 | 50 607  | 27.    |

Procentní zastoupení tohoto jména mezi žijícími muži v ČR vzrostlo za 10 let o polovinu, což svědčí o značném nárůstu obliby tohoto jména.
Podle údajů ČSÚ se za rok 2008 jednalo o 11. nejčastější mužské jméno novorozenců.

### Pro jméno Dan
| Rok  | Četnost | Pořadí |
| 1999 | 1356    | 142.   |
| 2002 | 1457    | 138.   |
| 2009 | 2018    | 136.   |

Procentní zastoupení tohoto jména mezi žijícími muži v ČR vzrostlo za 10 let o polovinu, což svědčí o strmém nárůstu obliby tohoto jména.

## Domácké podoby
Dan, Daneček, Daník, Danny, Danek, Dáda, Danda, Dádík, Dáňa, Danďa, Daníček Daneš

## Daniel v jiných jazycích
- Latinsky, německy, francouzsky, finsky, švédsky, dánsky, španělsky, polsky: Daniel
- Italsky: Daniele
- Rusky: Daniil, zdrobnělina Dáňa
- Srbsky: Danijel
- Bulharsky: Danail
- Maďarsky: Dániel
- Irsky: Domhnall nebo Dónall
- Anglicky: Danny nebo Daniel
- Ukrajinský: Danylo nebo Danyjil, zdrobnělina Daník

Data jmenin:
- Český kalendář: 17. prosince
- Slovenský kalendář: 21. července
- Římskokatolický církevní kalendář: nevyskytuje se

## Známí nositelé jména
- Daniel (prorok)
- Daniel II. – pražský biskup
- Daniel Adam z Veleslavína – český nakladatel a spisovatel
- Daniel Craig – britský herec
- Daniel Častvaj – český spisovatel a moderátor
- Daniel Defoe – anglický spisovatel
- Daniel Gabriel Fahrenheit – německý fyzik
- Daniel Barenboim – argentinsko-izraelský pianista a dirigent
- Daniel Day-Lewis – irský a anglický herec
- Daniel Ertl – slovenský učitel a politik
- Daniel Futej – slovenský politik
- Daniel Landa – český zpěvák
- Daniel Kolář – český fotbalista
- Daniel Hůlka – český zpěvák
- Daniel Krob – kytarista, skladatel (Arakain, Kreyson, Zeus)
- Daniel Bambas – český filmový a divadelní herec
- Daniel Radcliffe – britský herec
- Daniel Vávra – český videoherní scenárista a spolumajitel firmy Warhorse Studios
- Daniel Dangl – slovenský herec a režisér, moderátor pořadu Partička
- Daniel Herman – český politik a katolický kněz
- Daniel Howell – britský youtuber (danisnotonfire)
- Daniel Stach – český novinář a moderátor, moderátor pořadu Hyde Park Civilizace
- Daniel Štrauch – slovenský youtuber
- Daniel Kroupa – český poslanec, senátor, politik, filozof a vysokoškolský pedagog

## Známí ruští nositelé jména
- Daniil Alexandrovič
- Daniil Danilovič Aršinskij
- Daniil Charms
- Daniil igumen
- Daniil Kvjat
- Daniil Medveděv
- Daniil Sagal
- Daniil Sobčenko
- Daniil Trifonov

## Fiktivní postavy
- Danny Smiřický – literární postava z románů Josefa Škvoreckého, posléze i filmová postava
- sir Daniel Brackley – postava z románu Roberta Louise Stevensona Černý šíp
- Daniel Fenton – hlavní postava z amerického animovaného seriálu Danny Phantom